# Kong Christian stod ved højen mast

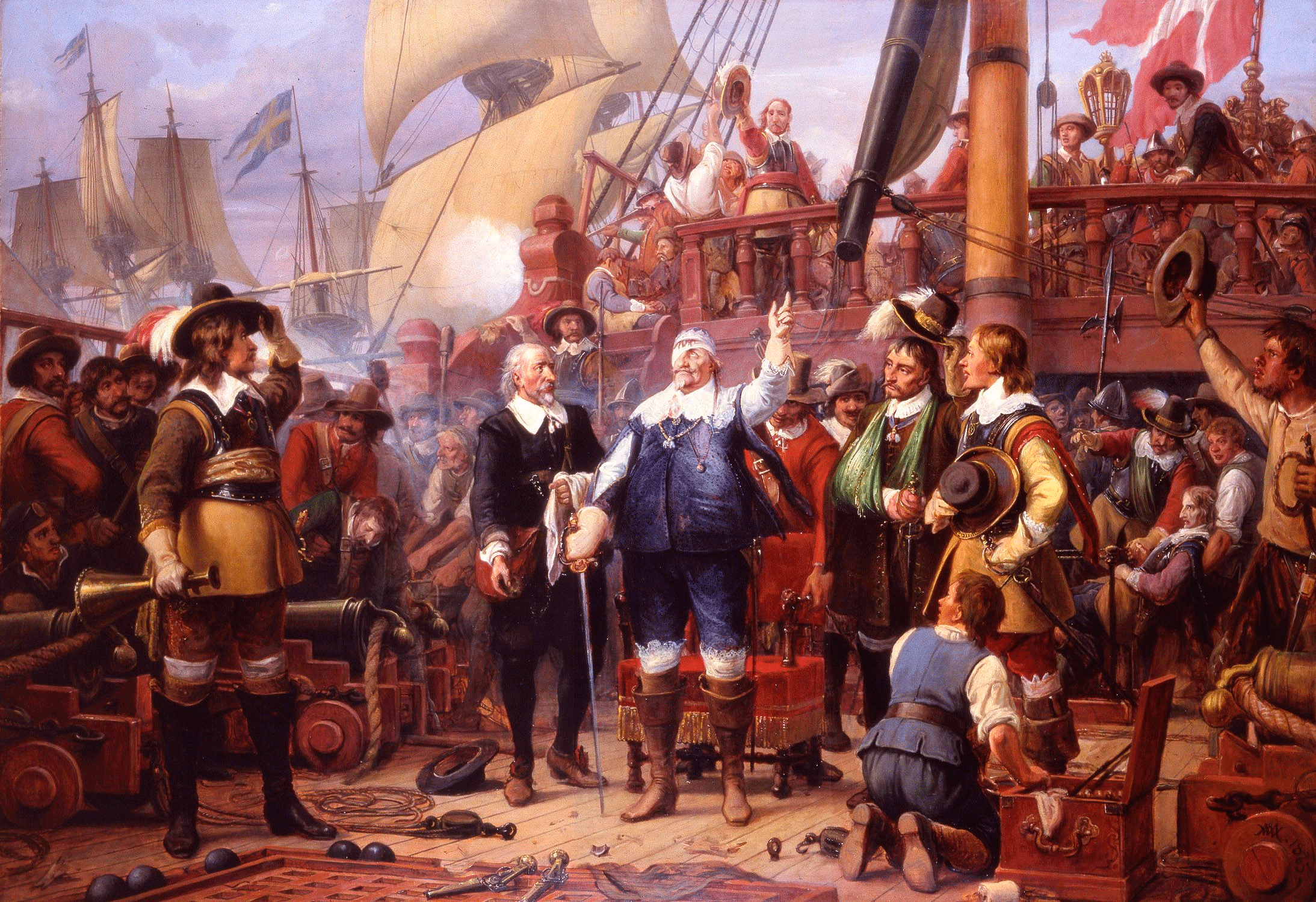
In der Seeschlacht auf der Kolberger Heide verlor Dänemarks König Christian IV. ein Auge, hielt aber den Schweden stand.

Kong Christian stod ved højen mast („König Christian stand am hohen Mast“) ist die Königshymne von Dänemark. Die ursprüngliche Melodie stammt von Ditlev Ludvig Rogert, der Text von Johannes Ewald (1779). Die heute übliche, überarbeitete Version der Melodie stammt von Friedrich Kuhlau, der sie unter anderem in der Ouvertüre seiner Schauspielmusik zum Drama Elverhøj (1828) verwendete. Eine bekannte Verarbeitung der Melodie stammt von Peter Iljitsch Tschaikowski, der 1866 anlässlich der Hochzeit von Zarewitsch Alexander und Prinzessin Dagmar von Dänemark die Dänische Ouvertüre D-Dur op. 15 komponierte, die auch unter dem Titel Festouvertüre auf die dänische Nationalhymne bekannt ist. Genau 30 Jahre später zitierte auch der englische Komponist Clement Harris (1871–1897) die königliche Nationalhymne in seinem Festival March anlässlich der Hochzeit von Prinzessin Maud mit Prinz Carl von Dänemark am 22. Juli 1896.

## Hintergrund
Die Strophen des Textes beziehen sich auf verschiedene historische Ereignisse und Persönlichkeiten:
- Die Seeschlacht auf der Kolberger Heide während des Torstenssonkriegs 1644 mit Schweden, in der König Christian IV. persönlich den Oberbefehl hatte.
- Den Admiral Niels Juel, der im Schonischen Krieg (1674–1679) agierte und mehrfach über schwedische Verbände siegte.
- Den norwegischen Seehelden Peter Wessel Tordenskjold, der im Großen Nordischen Krieg (1700–1721) Kaperfahrten und ähnliche Unternehmungen gegen Schweden durchführte.

## Gebrauch der dänischen Hymnen
Im Königreich Dänemark werden zwei offizielle Nationalhymnen verwendet: Die Königshymne Kong Christian (König Christian) und die sogenannte Landeshymne Der er et yndigt land (Es gibt ein liebliches Land).
- Die Königshymne wird bei offiziellen Anlässen gespielt, bei denen Mitglieder des dänischen Königshauses oder der dänischen Regierung anwesend sind oder an denen das Staatsoberhaupt des Gastlandes bzw. Mitglieder der Gastregierung teilnehmen. Auch bei Flottenbesuchen und Militärsport-Veranstaltungen wird die Königshymne gespielt.
- Bei sonstigen, zivilen Anlässen, wie zum Beispiel Sportveranstaltungen, Besucheraustausch und anderen wird die Landeshymne gespielt.

## Liedtext
Dänischer Originaltext

Kong Christian stod ved højen mast

i røg og damp;

hans værge hamrede så fast,

at gotens hjelm og hjerne brast.

Da sank hvert fjendtligt spejl og mast

i røg og damp.

Fly, skreg de, fly, hvad flygte kan!

hvo står for Danmarks Christian

hvo står for Danmarks Christian

i kamp?

Niels Juel gav agt på stormens brag.

Nu er det tid;

Han hejsede det røde flag

og slog på fjenden slag i slag.

Da skreg de højt blandt stormens brag:

Nu er det tid!

Fly, skreg de, hver, som véd et skjul!

hvo kan bestå mod Danmarks Juel

hvo kan bestå mod Danmarks Juel

i strid?

O, Nordhav! Glimt af Wessel brød

din mørke sky;

Da ty'de kæmper til dit skød;

thi med ham lynte skræk og død.

Fra vallen hørtes vrål, som brød

den tykke sky.

Fra Danmark lyner Tordenskjold;

hver give sig i himlens vold

hver give sig i himlens vold

og fly!

Du danskes vej til ros og magt,

sortladne hav;

Modtag din ven, som uforsagt

tør møde faren med foragt

så stolt som du mod stormens magt,

sortladne hav!

Og rask igennem larm og spil

og kamp og sejer før mig til

og kamp og sejer før mig til

min grav!
Deutsche Übersetzung

König Christian stand am hohen Mast,

in Rauch und Dampf.

Sein Schwert hämmerte so fest,

dass Helm und Hirn des Goten barst.

Da versanken alle feindlichen Achterdecks und Masten

in Rauch und Dampf.

„Fliehe“, schrien sie, „fliehe, wer fliehen kann!

Wer besteht gegen Dänemarks Christian,

wer besteht gegen Dänemarks Christian

im Kampf?“

Niels Juel gab acht auf das Getöse des Sturms.

Jetzt ist es Zeit.

Er hisste die rote Fahne

und schlug Schlag um Schlag auf den Feind ein.

Da schrien sie laut im Getöse des Sturms:

Jetzt ist es Zeit!

„Fliehe“, schrien sie, „jeder, der ein Versteck weiß!

wer kann gegen Dänemarks Juel bestehen,

wer kann gegen Dänemarks Juel bestehen

im Kampf?“

O, Nordmeer! Der Blick von Wessel brach

deinen dunklen Himmel.

Da suchten die Kämpfer Zuflucht in deinem Schoß,

denn mit ihm blitzte Schrecken und Tod.

Vom Wall wurde ein Aufschrei vernommen, als brach

der wuchtige Himmel.

Aus Dänemark blitzt Tordenskjold;

jeder erliege der Gewalt des Himmels,

jeder erliege der Gewalt des Himmels

und flüchte!

Du dänischer Weg zu Lob und Macht,

schwärzliches Meer.

Empfange deinen Freund, der unverzagt

wagt der Gefahr zu begegnen mit Verachtung

so stolz als du gegen die Macht des Sturmes,

schwärzliches Meer!

Und forsch durch Lärm und Spiel

und Kampf und Siege führe mich in,

und Kampf und Siege führe mich in

mein Grab!

## Trivia
In der dänischen Kriminalkomödie Die Olsenbande sieht rot (1976) wird in einer legendären Filmszene eine Aufführung der Ouvertüre zu „Elverhøj“ von Friedrich Kuhlau genutzt, um die Geräusche der Bande beim Einbruch in das Königliche Theater Kopenhagen zu übertönen, wobei man den Moment des Erklingens der Königshymne in Kuhlaus Musik – zu der sich das komplette Publikum des Theaters erhebt – zum finalen Diebstahl nutzt.